# Zeche Fröhliche Morgensonne
Die Zeche Fröhliche Morgensonne war ein Steinkohlebergwerk im Stadtteil Westenfeld im Bochumer Stadtbezirk Wattenscheid, das 1878 die Kohleförderung aufnahm. Sie stand seit 1924 im Verbund mit der Zeche Centrum. Ihr Betrieb wurde 1963 eingestellt.

## Geschichte
Ursprünge
Die Berechtsame der Fröhlichen Morgensonne umfasste fünf nah beieinander gelegene Bergbaufelder im Märkischen Bergwerkbezirk, die unabhängig voneinander entstanden:
a) Feld Morgensonne
1789 fanden erste Schürfversuche auf dem Stalleikmans Hof im Dorf Stalleiken statt, bei denen ein Flöz mit Bauwürdigkeit wenige Lachtern unter der Erde entdeckt wurde. Die Berechtsame wurden am 25. Mai 1839 verliehen.
b) Feld Westenfeld
Das Kohlenflöz des Feldes Westenfeld wurde auf Veranlassung des Ruhrorter Kaufmanns Karl Haniel und des Bochumer Kaufmanns Georg Cramer erbohrt. Am 2. Mai 1844 legten die beiden Kaufleute Mutung ein für ein Flöz mit einer Größe von 100 ha. Am 2. September 1844 erfolgte die Verleihung durch das königliche Oberbergamt unter dem Namen Westenfeld.
c) Feld Fröhlich
Nach vielversprechenden Schürfungen auf dem Gelände des Gutshofes Fröhlich legte der Kaufmann Karl Haniel am 20. November 1841 für das am Hellweg gelegene Gelände Mutung ein. Am 3. Juni erhielt er die Verleihungsurkunde für den nördlichen Teil Fröhlich als Geviertfeld mit einem Ausmaß von 75 ha, da für den südlichen Teil eine Feldersperre aufgrund Kabinettsorder vom 4. Juni 1835 galt. Nach Aufhebung der Sperre erhielt Karl Haniel am 6. September 1852 auch die Verleihungsurkunde für den südlichen Teil Fröhlich Beilehn mit einer Größe von 28 ha.
d) Feld Elisenthal
Die Kaufleute Karl Haniel und Georg Cramer beauftragten auch Schürfungen in der Gemeinde Sevinghausen nahe Haus Sevinghausen. Nachdem sie am 10. März 1840 Mutung eingelegt hatten, wurde ihnen nach mehrfachen Verhandlungen am 12. Oktober 1855 die Berechtsame zum Geviertfeld Elisenthal mit einer Größe von 103 ha verliehen. Da das Flöz in diesem Feld unter Mergel lag, war die Bauwürdigkeit zunächst ungewiss. Der Abbau musste im Tiefbauverfahren erfolgen.
e) Feld Elisenthal II
Für das Feld Elisenthal II mit einer Größe von 75 ha erhielten die Kaufleute Karl und Franz Haniel die Verleihung durch das Königliche Oberbergamt am 20. August 1855.
Konsolidation 1958 und Erweiterung der Berechtsame
Am 5. Februar 1858 erfolgte die Konsolidation der Einzelberechtsame von Morgensonne, Westenfeld, Fröhlich, Elisenthal und Elisenthal II zur Fröhlichen Morgensonne mit einer Größe von 385 ha auf Basis eines notariellen Vertrages zwischen den verschiedenen Eigentümern der Einzelberechtsame. Der Name Fröhliche Morgensonne soll gewählt worden sein, weil der Gutsbesitzer Fröhlich auf der Weiterführung seines Namens bestanden habe. Die Berechtsame der Fröhlichen Morgensonne erweiterten sich am 31. Juli 1892 durch die Verleihung der Berechtsame für die Felder Wilhelm mit einem Geviertfeld von etwa 6 ha und am 26. Januar 1897 für Wilhelm II  mit einem Geviertfeld von 29 ha auf eine Größe von insgesamt 420 ha. 1880 wurde das Feld Westenfeld  an die Zeche Centrum verpachtet und 1881 die südlichen Teile der Felder Preußische Hoheit, Marie, Hochpreußen und Schwerin zur Ausbeutung gegen Entgelt übernommen.
Zechenbetrieb 1874–1918

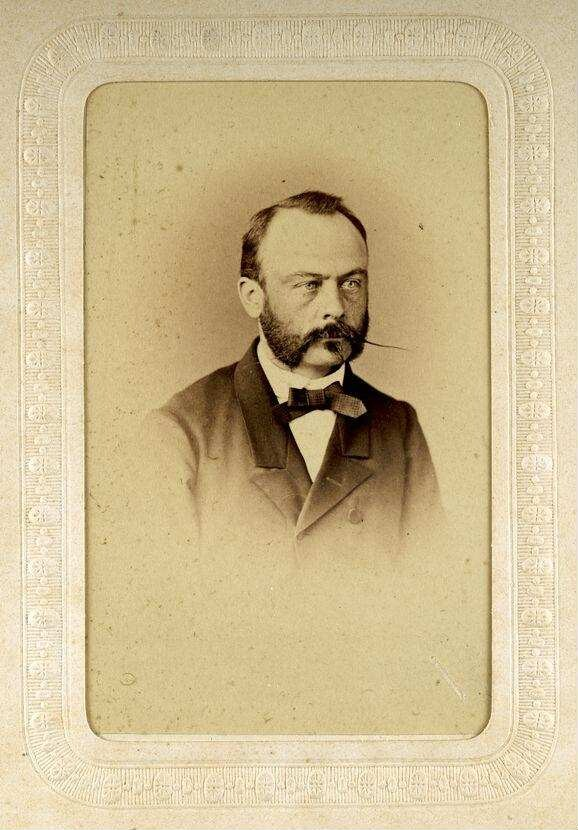
Bergwerksrepräsentant Julius Liebrecht 1878–1888 (Aufnahme ca. 1863–1880)

Schon 1858 begannen die Vorarbeiten für die Anlage einer Zeche, die der Gewerkenversammlung der Gewerkschaft Fröhlichen Morgensonne vorgelegt wurden. Die Errichtung der Schachtanlage hätte umgehend beginnen können, die Stadt Wattenscheid hatte die Errichtung der Schachtanlage Fröhliche Morgensonne auf einem Grundstück in der Ortschaft Westenfeld gebilligt, verzögerte sich jedoch aufgrund einer zwischenzeitlichen Konjunkturkrise. Erst am 3. Januar 1874 wurde von den Gewerken der Hanielschen Grubenfelder im südlichen Wattenscheid ein Grubenvorstand mit Hugo Haniel, Franz Haniel, Kommerzienrat Bönniger aus Duisburg, Bergschuldirektor Dr. Hugo Schulz aus Bochum und Julius Liebrecht aus Ruhrort gebildet, um den Betrieb der Zeche Fröhliche Morgensonnein Angriff zu nehmen, und vorläufig 20.000 Taler ausgeworfen.
Am 15. Juli 1874 wurde der erste Schacht (Schacht I) der Zeche Fröhliche Morgensonne abgeteuft, 1875 die Schachtanlage in Betrieb genommen und 1878 mit der Förderung der ersten Kohlen begonnen. Bereits 1877 war die Anschlussbahn zum Bahnhof Wattenscheid-Westenfeld der Bergisch-Märkischen Eisenbahn-Gesellschaft (BME) in Betrieb genommen worden und 1878 kam eine Schienenverbindung an die Anschlussbahn der Zeche Holland Schacht III/IV hinzu.
1882 wurde die Zeche um eine Kokerei mit 50 Öfen ergänzt und am 1. Oktober 1903 weitere 80 Öfen in Betrieb genommen. Die Kokerei produzierte 1902 57.215 t Koks. Die Kokereigase wurden in Dampfkesseln der Zeche verfeuert. Der Betrieb der Kokerei wurde im Mai 1920 eingestellt.
Aufgrund verschärfter Sicherheitsbestimmungen musste 1883 ein weiterer Schacht zur Seilfahrt als zweiter Ausstieg aus der Zeche abgeteuft werden, der als Wetterschacht genutzt wurde.

1894 wurde die erste Brikettfabrik, verbunden mit einer Kohlenwäsche, fertiggestellt und produzierte Briketts mit Pressen für 3 und 5 kg schwere Stücke. Am 1. April 1902 wurde eine zweite Brikettfabrik mit 6 Pressen in Betrieb genommen. Beide Fabriken erzeugten 1902 zusammen 117.470 t Briketts. Am 8. und 9. März 1942 wurde die Brikettfabrik (12 Pressen, Tagesleistung 700 t) bei Luftangriffen zerstört. Die Produktion von Briketts wurde 1956 stillgelegt.

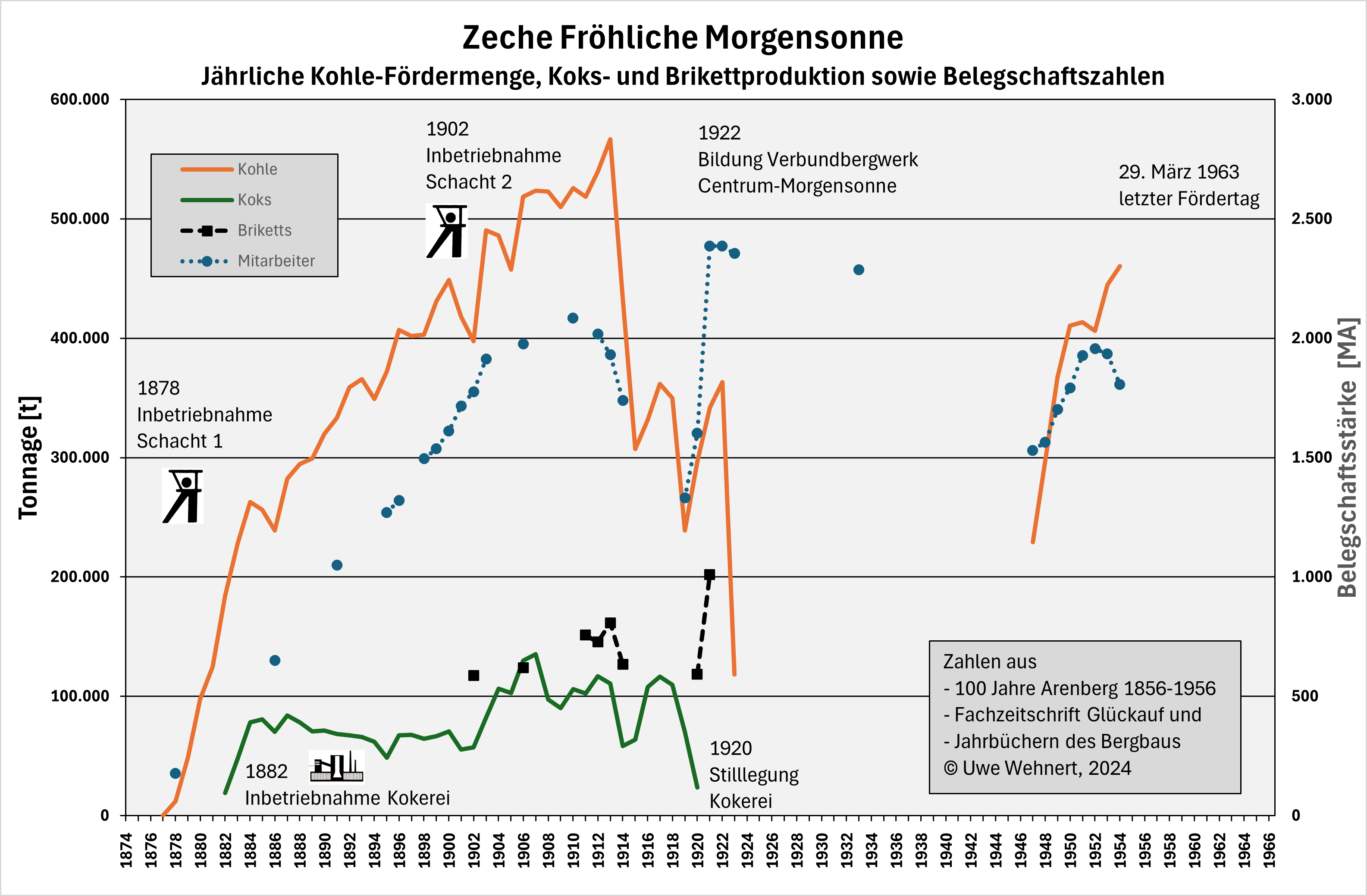
Jährliche Kohleförderung, Koks- und Brikettproduktion sowie Mitarbeiterzahl auf der Zeche Fröhliche Morgensonne 1878–1963

1898 wurden die von den Bergleuten nur ungern genutzten Badebassins in Brausebäder umgebaut. 1906 wurde eine Waschkaue mit 3.000 Kleideraufzügen errichtet. 1899 wurde eine Familien-Krankenkasse eingerichtet, die die Arztkosten für Familienangehörige der Bergleute übernahm.
Ende 1899 begannen die Arbeiten zur Abteufung eines zweiten Förderschachts mit Seilscheiben-Förderturm, der am 1. Oktober 1902 in Betrieb genommen wurde.
Die größte Jahresförderung in der Zeit als Einzelzeche erreichte Fröhliche Morgensonne mit 566.866 Tonnen im Jahre 1913 mit 1.932 Beschäftigten. Während des 1. Weltkriegs wurde etwa ein Drittel der Belegschaft eingezogen, sodass die Produktion erheblich eingeschränkt war und auf 50–60 % der Vorkriegsproduktion sank.
Zechenbetrieb nach dem 1. Weltkrieg
Der Tiefpunkt der Kohleförderung wurde 1919 mit 240.000 t geförderter Kohle erreicht. Während der Ruhrbesetzung wurde der Zechenbetrieb zwischen Pfingsten und Herbst 1923 eingestellt. Französische und belgische Truppen hatten Wattenscheid besetzt und Lagerbestände beschlagnahmt und den Transport von Kohle, Koks und Briketts in unbesetzte Gebiete verhindert. Zudem untersagte der Reichskommissar für die Kohlenverteilung Ernst Stutz den Verkauf oder die Überlassung von Kohle an Besatzer.
Am 20. November 1920 beschloss die Gewerkenversammlung der Fröhlichen Morgensonne, die Zeche zum 1. Januar 2021 für 30 Jahre an die Rheinischen Stahlwerke AG in Duisburg-Meiderich zu verpachten, die schon die Zeche Centrum zu ihrem Eigentum zählte. Am 22. Oktober 1922 kauften die Rheinischen Stahlwerke AG die Gewerkschaft Fröhliche Morgensonne und lösten sie auf. Centrum und Fröhliche Morgensonne wurden am 7. Oktober 1924 mit dem Namen Centrum-Morgensonne konsolidiert. Als eine Rationalisierungsmaßnahme wurde 1926 mit einem Durchschlag zwischen den Grubenfeldern beider Zechen begonnen, der 1928 fertiggestellt wurde.

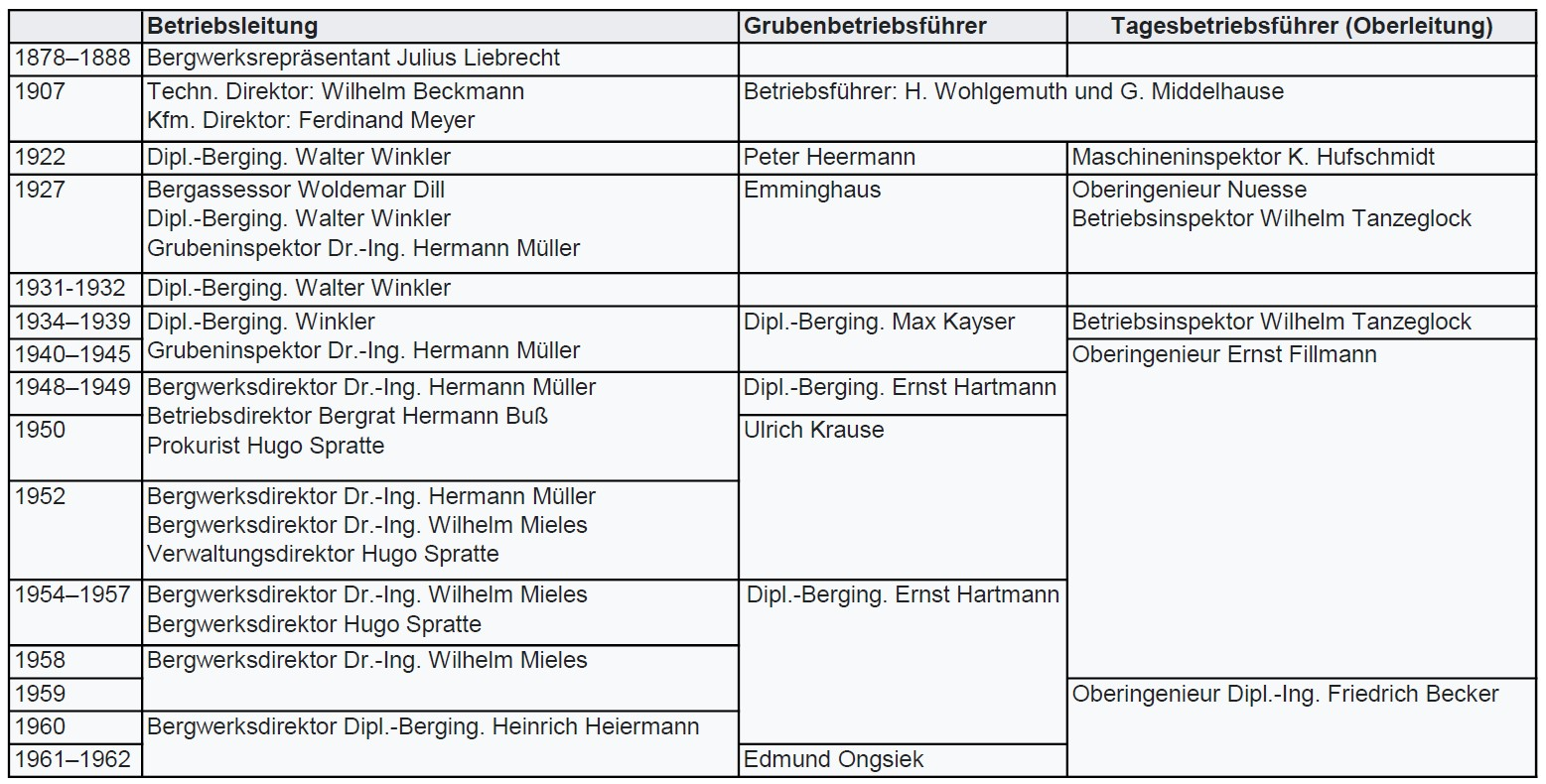
Führungspersonal der Zeche Fröhliche Morgensonne

1928 wurde mit über 1,5 Mio. Tonnen die höchste Förderleistung des Verbundbergwerks erreicht. Am 10. Juli 1929 begann das Abteufen des neuen Förderschachts VII auf der Zeche Centrum, weil der Schacht Centrum III durch Gebirgsdruck aus dem Lot geraten und ersetzt werden musste.
1928 wurde der Neubau des Kesselhauses auf der Zeche Fröhliche Morgensonne fertiggestellt. Als Nebenanlagen werden für 1928 genannt: Kokerei mit insges. 203 Koksöfen, Benzolfabrik, Ammoniakfabrik, Teerdestillation, zwei Brikettfabriken, zwei Ziegeleien und Schmiermittelfabrik.
Bei einem Luftangriff im März 1942 wurde das Kesselhaus, das Kraftwerk und die Brikettfabrik getroffen. Die Förderung stand 4 Tage still.
Während der Kriegsjahre wurden auf der Zeche ausländische Arbeitskräfte (Zwangsarbeiter und Kriegsgefangene) eingesetzt.
Die Betriebsführung des Zeche Fröhliche Morgensonne war über Jahrzehnte auch in schwierigen Zeiten durch große Kontinuität geprägt.
Zechenbetrieb nach dem 2. Weltkrieg
1945 beschlagnahmten die Besatzungsmächte das Eigentum der Schwerindustrie im Ruhrgebiet. Am 5. September 1951 wurde die Kontrolle durch die Alliierten aufgehoben. Die Rheinische Stahlwerke AG beschlossen, ihren Zechenbesitz ab 1. Januar 1952 in die rechtlich eigenständigen Gesellschaft Arenberg Bergbau-Gmbh einzubringen, die 1958 in Rheinstahl Bergbau AG umfirmiert wurde.

1950 war die für die Verkokung besonders gut geeignete Fettkohle im Bereich der Zeche Fröhliche Morgensonne bereits abgebaut. Es konnte nur noch die für Hausbrand und Kraftwerke geeigneten Ess- und Magerkohle gefördert werden. Esskohle fand auch bei niedrigen Preisen keine Abnehmer mehr. Die Rentabilität der Zeche war niedrig und nicht zufriedenstellend. 1952 lag die Zeche Centrum Morgensonne auf dem letzten Platz in der Leistungstabelle von 115 Ruhrzechen, konnte sich durch Rationalisierung aber wieder auf Platz 58 vorarbeiten. 1956 wurde die Kohleförderung von der Zeche Fröhliche Morgensonne zum Hauptförderschacht Centrum VII verlegt und alle Tagesanlagen der Fröhlichen Morgensonne stillgelegt. Die Fördermenge wurde 1960 gedrosselt.
Stilllegung 1963

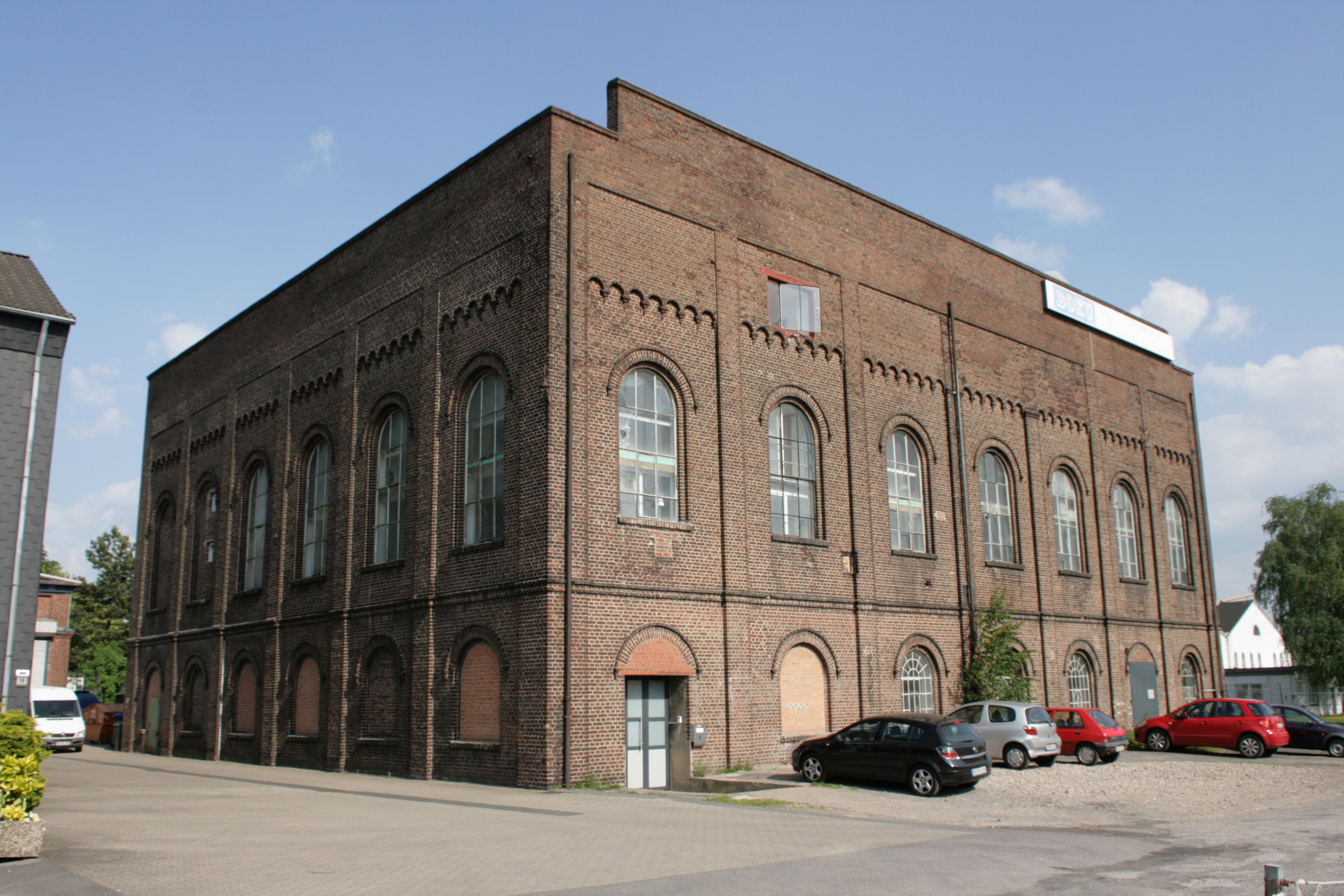
Ehemaliges Maschinenhaus

Im Oktober 1962 wurde das Verbundbergwerk Centrum-Morgensonne zur Stilllegung angemeldet und am 31. März 1963 stillgelegt. Der letzte Fördertag war der 29. März 1963.
Auf der Fröhlichen Morgensonne wurden die Schächte I (780 m tief) und II (1127 m tief) zwischen 1969 und 1971 verfüllt, der Malakowturm von Schacht I abgerissen und der Förderturm von Schacht II demontiert. Die Fördermaschine wurde zum Materialförderschacht der Zeche Prosper in Bottrop umgesetzt.

## Heutiger Zustand

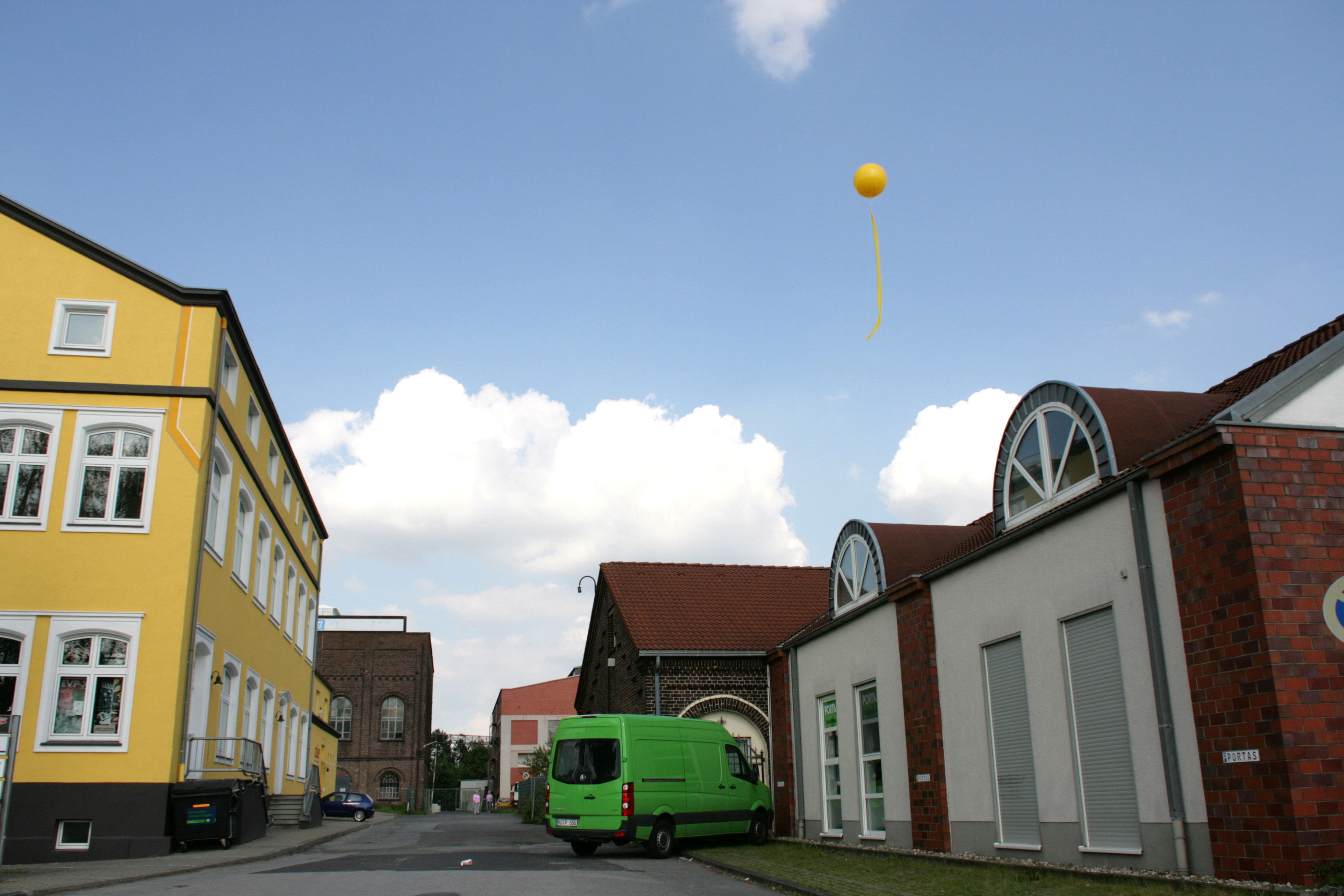
Neben- und Verwaltungsgebäude mit SchachtZeichen

An die Zeche Fröhliche Morgensonne erinnern die Straßennamen Fröhliche Morgensonne und Morgensonnenstraße. An der Straße Fröhliche Morgensonne befinden sich noch einige Originalgebäude der ehemaligen Zeche wie Verwaltungsgebäude, Pförtner- und Maschinenhaus und Werkstätten. Das ehemalige Zechengelände wurde zum Gewerbegebiet Fröhliche Morgensonne entwickelt, in dem eine Nutzungsmischung aus Gewerbe, Einzelhandel und Wohnen zu finden ist.